# Клинтон (Масачусетс)
Клинтон (енгл. Clinton) насељено је место без административног статуса у америчкој савезној држави Масачусетс.

## Демографија
По попису из 2010. године број становника је 7.389, што је 495 (-6,3%) становника мање него 2000. године.
| Група             | 2000.         | 2010.         |
| Белци             | 6.690 (84,9%) | 5.809 (78,6%) |
| Афроамериканци    | 183 (2,3%)    | 266 (3,6%)    |
| Азијати           | 60 (0,8%)     | 75 (1,0%)     |
| Хиспаноамериканци | 873 (11,1%)   | 1.110 (15,0%) |
| Укупно            | 7.884         | 7.389         |